# スプリッギナ
スプリッギナ (Spriggina) は、エディアカラ生物群に属する初期の動物の一つ。化石は南オーストラリア州のエディアカラ紀後期の地層から産し、南オーストラリア州の"州の化石"に採用されている。他の地域からは知られていない。全長は約3-5 cmで、捕食者だった可能性がある。前方の体節は"頭部"を形成し、その後の体節は上面は一列、下面は二列の板で覆われている。
現在のところ類縁関係は不明である。環形動物、rangeomorph類、カルニオディスクスの変種、Proarticulata、三葉虫に似た節足動物など様々な仮説が提案されている。脚を欠くこと、左右対称でなく映進対称であることからは節足動物とは考えにくい。

## 形態

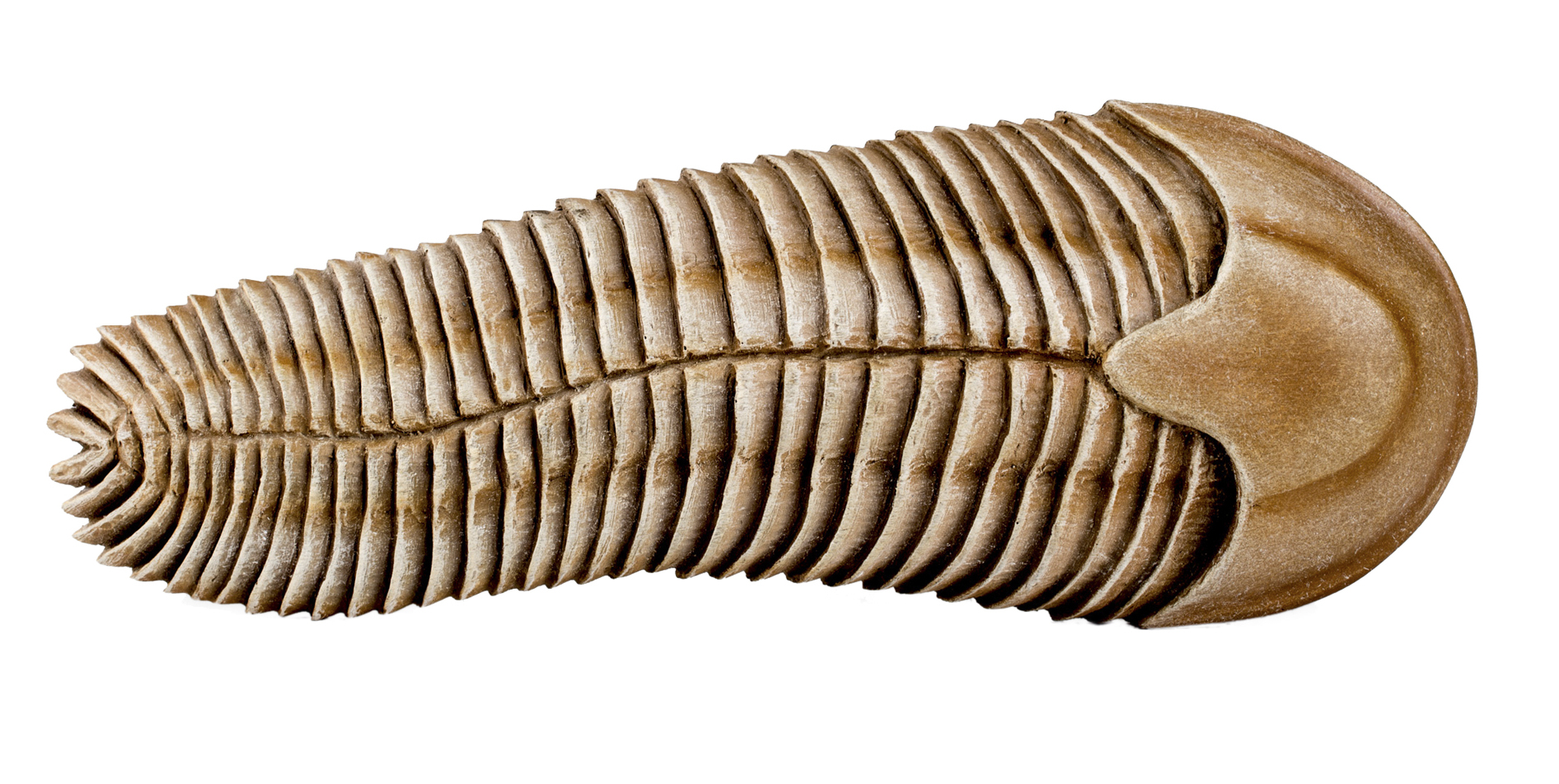
復元

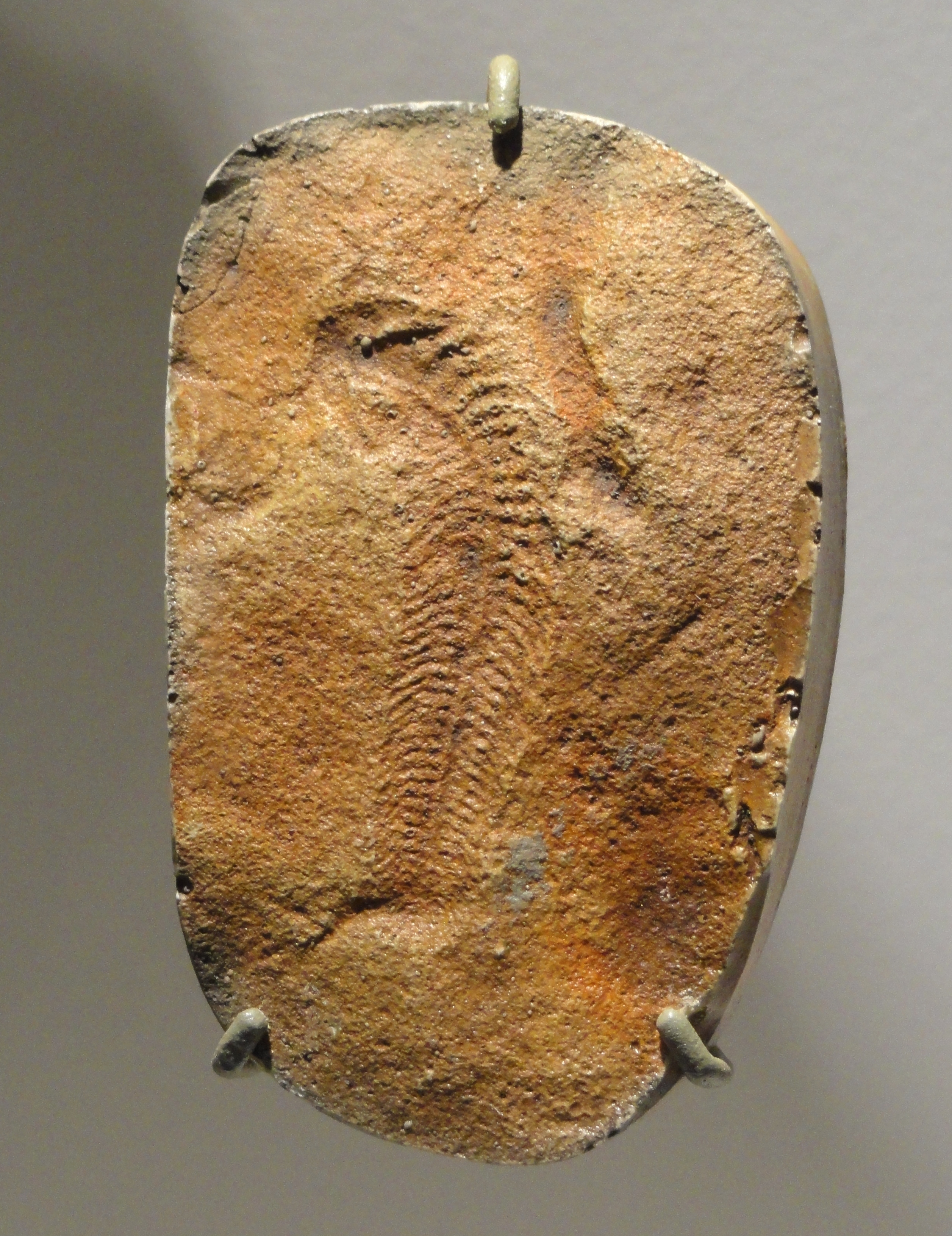
鋳型化石

全長3-5 cmまで成長し、全体的に楕円形である。体節を有するが、癒合した体節はなく、各節は後方に湾曲していることがある。上面は一列の、下面は二列の重なり合ったクチクラの板で覆われている。
最初の2体節は「頭部」を形成する。第一節は馬蹄形で、上面の1対の窪みは眼である可能性がある。第二節には触角があった可能性がある。後続の節には輪節を持つ突起がある。
頭部の中心に円形の口があるように見える化石もあるが、小さな生物体が大粒の砂岩中に保存されているため正確な解釈は難しい。脚は保存されていない。
体の対称性は左右相称動物のものと異なり、片側が半体節ずつずれる映進対称である。体節の向きは、斜め後ろを向き全体に楔形のような形状となっているものから真横を向いているものまでかなりの幅がある。

## 発見
属名はエディアカラの丘で化石を発見し、それらを多細胞生物として扱うことを提唱したレッグ・スプリッグへの献名である。Spriggina 属に属するものとして広く受け入れられている種は Spriggina floundersi のみである。種小名floundersi は南オーストラリア州のアマチュア化石収集家であるBen Floundersへの献名である。かつてSpriggina 属に属していた Spriggina ovataはMarywadea 属に移されている。
エディアカラ紀の地層からのみ産出する。インドのヴィンディヤ盆地の16億5000万年前の地層から産出する化石がスプリッギナに分類されることもあるが、これらはおそらく微生物活動によるアーティファクトである。
体は石灰化していなかったが丈夫で、化石層の下面には常に鋳型が残っている。

## 分類

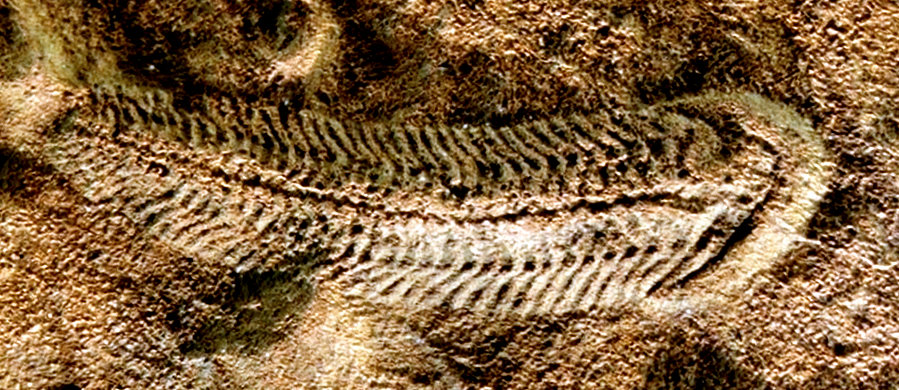
画像加工した化石写真

多くのエディアカラ生物群の生物同様、他の動物との類縁関係は不明確である。オヨギゴカイやウミケムシなどの現生多毛類とは一部類似点があるが、剛毛を欠くことなどを考慮すると環形動物とは考えにくい。エディアカラ生物群に見られる葉状形状をした生物であるランゲオモルフ類とも比較される。体が映進対称であるため考えにくいが、外見的な類似から三葉虫に近い節足動物と考える研究者もいる。三葉虫との類似は収斂進化の一例とも考えられる。捕食者だった可能性もあり、そうだとすればカンブリア爆発の引き金としての役割を果たした可能性もある。